# Mario Pilz
Mario Pilz (* 6. Jänner 1999) ist ein österreichischer Fußballspieler.

## Karriere
Pilz begann seine Karriere beim SV SW Lieboch. 2012 kam er in die Jugend des SK Sturm Graz, bei dem er später auch in der Akademie spielen sollte. Im September 2016 debütierte er für die Amateure der Grazer in der Regionalliga, als er am zehnten Spieltag der Saison 2016/17 gegen den SC Kalsdorf in der 74. Minute für Jörg Wagnes eingewechselt wurde.
Im September 2017 wurde er bis zur Winterpause der Saison 2017/18 an den Regionalligisten SV Lafnitz verliehen, für den er jedoch zu keinem Einsatz kam. Zur Saison 2018/19 wechselte er fest zum inzwischen zweitklassigen SV Lafnitz, wo er jedoch für die viertklassigen Amateure zum Einsatz kommen sollte. Im Mai 2019 debütierte er für die erste Mannschaft in der 2. Liga, als er am 29. Spieltag jener Saison gegen den SC Wiener Neustadt in der 67. Minute für David Schloffer eingewechselt wurde.